# ديتمار دانر
ديتمار دانر (بالألمانية: Dietmar Danner)‏ ، من مواليد 29 نوفمبر 1950 ، لاعب كرة قدم ألماني سابق.
لعب مع منتخب ألمانيا لكرة القدم.

## روابط خارجية
- ديتمار دانر على موقع الاتحاد الأوربي (الإنجليزية)
- ديتمار دانر على موقع قاعدة بيانات كرة القدم.إي يو (الإنجليزية)
- ديتمار دانر على موقع بيانات كرة القدم. دي إي (الألمانية)
- ديتمار دانر على موقع ناشيونال فوتبول تيمز (الإنجليزية)
- ديتمار دانر على موقع عالم كرة القدم.نت (الإنجليزية)